# Primera División (Chile) 1983
Die Primera División 1983, auch unter dem Namen 1983 Campeonato Nacional de Fútbol Profesional bekannt, war die 51. Saison der Primera División, der höchsten Spielklasse im Fußball in Chile. Die Anzahl der Teams wurde von 16 auf 22 erhöht.
Die Meisterschaft gewann das Team von CSD Colo-Colo, das sich damit für die Copa Libertadores 1985 qualifizierte. Es war der erste Meisterschaftstitel für den Klub. Zudem qualifizierte sich CD Magallanes auch  für die Copa Libertadores, das sich in der Liguilla durchsetzen konnte. Trotz der Aufstockung der Liga auf 22 Vereine gab es keine Absteiger. Die Copa Polla Gol 1983 gewann Vorjahrespokalsieger Universidad Católica.

## Modus
Die 22 Teams spielen jeder gegen jeden mit Hin- und Rückspiel. Meister ist die Mannschaft mit den meisten Punkten und qualifiziert sich für die Copa Libertadores. Bei Punktgleichheit entscheidet ein Entscheidungsspiel um die bessere Position, wenn es um die Meisterschaft geht. In den anderen Fällen entscheidet das Torverhältnis. Die Vereine auf den Tabellenplätzen 2 bis 5 spielen eine Liguilla um den zweiten Startplatz der Copa Libertadores. Bei Punktgleichheit gibt es ein Entscheidungsspiel. Es gibt keine Absteiger. Für den Pokalsieg gibt es 2 Bonuspunkte, die drei weiteren Halbfinalisten erhalten 1 Bonuspunkt in der Ligatabelle.

## Teilnehmer
Für die beiden Absteiger Deportes La Serena und Santiago Morning spielen die fünf sportlichen Aufsteiger Everton, Fernández Vial, Trasandino de Los Andes, Unión San Felipe, Deportes Antofagasta und aufgrunder guter Zuschauerzahlen die drei weiteren Aufsteiger Santiago Wanderers, Green Cross-Temuco und CD Huachipato in dieser Primera División-Saison. Folgende Vereine nahmen daher an der Meisterschaft 1983 teil:
| Mannschaft              | Stadt             |
| ----------------------- | ----------------- |
| Deportes Antofagasta    | Antofagasta       |
| Audax Italiano          | Santiago de Chile |
| CD Cobreloa             | Calama            |
| CSD Colo-Colo           | Santiago de Chile |
| Deportes Iquique        | Iquique           |
| Everton                 | Viña del Mar      |
| Fernández Vial          | Concepción        |
| Green Cross Temuco      | Temuco            |
| CD Huachipato           | Talcahuano        |
| CD Magallanes           | Santiago de Chile |
| Naval de Talcahuano     | Talcahuano        |
| CD O’Higgins            | Rancagua          |
| CD Palestino            | Santiago de Chile |
| Rangers de Talca        | Talca             |
| Regional Atacama        | Copiapó           |
| Deportes Arica          | Arica             |
| Trasandino de Los Andes | Los Andes         |
| Unión Española          | Santiago de Chile |
| Unión San Felipe        | San Felipe        |
| Universidad Católica    | Santiago de Chile |
| Universidad de Chile    | Santiago de Chile |
| Santiago Wanderers      | Valparaíso        |

## Tabelle
| Pl.                       | Verein                      | Sp. | S  | U  | N  | Tore    | Diff. | Punkte |
| ------------------------- | --------------------------- | --- | -- | -- | -- | ------- | ----- | ------ |
| 1.                        | CSD Colo-Colo (P)           | 42  | 27 | 9  | 6  | 092:410 | +51   | 63     |
| 2.                        | CD Cobreloa (M)             | 42  | 26 | 10 | 6  | 096:360 | +60   | 62     |
| 3.                        | Universidad de Chile        | 42  | 21 | 11 | 10 | 058:410 | +17   | 53     |
| 4.                        | CD Magallanes               | 42  | 19 | 12 | 11 | 085:620 | +23   | 50     |
| 5.                        | Universidad Católica (2)    | 42  | 15 | 16 | 11 | 080:640 | +16   | 48     |
| 6.                        | Naval de Talcahuano (1)     | 42  | 18 | 11 | 13 | 063:540 | +9    | 48     |
| 7.                        | Rangers de Talca            | 42  | 15 | 17 | 10 | 063:520 | +11   | 47     |
| 8.                        | Everton (N)                 | 42  | 16 | 12 | 14 | 046:460 | ±0    | 44     |
| 9.                        | Fernández Vial (N)          | 42  | 14 | 14 | 14 | 050:570 | −7    | 42     |
| 10.                       | Deportes Arica              | 42  | 15 | 11 | 16 | 057:580 | −1    | 41     |
| 11.                       | CD Huachipato (N)           | 42  | 15 | 11 | 16 | 041:480 | −7    | 41     |
| 12.                       | CD Palestino                | 42  | 11 | 18 | 13 | 049:620 | −13   | 40     |
| 13.                       | Green Cross-Temuco (N)      | 42  | 13 | 13 | 16 | 069:650 | +4    | 39     |
| 14.                       | Trasandino de Los Andes (N) | 42  | 12 | 15 | 15 | 059:600 | −1    | 39     |
| 15.                       | CD O’Higgins                | 42  | 12 | 14 | 16 | 061:690 | −8    | 38     |
| 16.                       | Deportes Iquique (1)        | 42  | 9  | 18 | 15 | 043:600 | −17   | 37     |
| 17.                       | Deportes Antofagasta (N)    | 42  | 12 | 13 | 17 | 044:640 | −20   | 37     |
| 18.                       | Unión San Felipe (N)        | 42  | 13 | 9  | 20 | 061:800 | −19   | 35     |
| 19.                       | Regional Atacama            | 42  | 11 | 13 | 18 | 041:630 | −22   | 35     |
| 20.                       | Unión Española              | 42  | 14 | 5  | 23 | 056:750 | −19   | 33     |
| 21.                       | Santiago Wanderers (N) (1)  | 42  | 7  | 14 | 21 | 046:720 | −26   | 29     |
| 22.                       | Audax Italiano              | 42  | 7  | 14 | 21 | 034:650 | −31   | 28     |
| Quelle: , Stand: Endstand |                             |     |    |    |    |         |       |        |

| (M) | Vorjahresmeister |
| (P) | Pokalsieger      |
| (N) | Aufsteiger       |

## Beste Torschützen
| Rang | Spieler            | Klub                 | Tore |
| ---- | ------------------ | -------------------- | ---- |
| 1    | Washington Olivera | CD Cobreloa          | 28   |
| 2    | Jorge Siviero      | CD Cobreloa          | 24   |
|      | Jorge Aravena      | Universidad Católica | 24   |
| 4    | Fernando Santís    | CD Magallanes        | 21   |
| 5    | Jorge Cabrera      | Deportes Arica       | 20   |
|      | Carlos Caszely     | CSD Colo-Colo        | 20   |

## Liguilla um die Copa Libertadores
| Pl. | Verein               | Sp. | S | U | N | Tore    | Diff. | Punkte |
| --- | -------------------- | --- | - | - | - | ------- | ----- | ------ |
| 1.  | CD Magallanes        | 3   | 2 | 0 | 1 | 004:200 | +2    | 04     |
| 2.  | Universidad de Chile | 3   | 1 | 1 | 1 | 004:200 | +2    | 03     |
| 3.  | CD Cobreloa (M)      | 3   | 1 | 1 | 1 | 001:300 | −2    | 03     |
| 4.  | Universidad Católica | 3   | 0 | 2 | 1 | 002:400 | −2    | 02     |